# Desa Karangnangka (administrativ by i Indonesien, Jawa Timur, lat -7,10, long 113,07)
Desa Karangnangka är en administrativ by i Indonesien.   Den ligger i provinsen Jawa Timur, i den västra delen av landet, 700 km öster om huvudstaden Jakarta. Desa Karangnangka ligger på ön Madura.